# Hello! Project
Hello! Project (ハロー!プロジェクト Haroo! Purojekuto?) es el nombre general de las idols que tienen contrato con Up-Front Group y son administradas por Up-Front Promotion. La mayoría de las grabaciones de los artistas de Hello! Project son publicadas por Up-Front Works en los sellos discográficos zetima, Piccolo Town o hachama. El grupo insignia de Hello! Project es Morning Musume, habiendo sido cofundador de Hello! Project con la ex solista Heike Michiyo. Morning Musume se destaca principalmente en muchos aspectos de la empresa debido a su historial de éxito. Debido a la cantidad de miembros graduados a lo largo de los años, Morning Musume fue superado en antigüedad por primera vez a fines de 2014 por Berryz Kobo y ℃-ute, pero regresó al puesto a mediados de 2017, después de que ℃-ute se disolviera. 
Actualmente (desde el 30 de noviembre de 2023) se encuentra sin líder oficial.

## Historia

### 1997–2000: Comienzo, Michiyo Heike y Morning Musume
En 1997, el grupo de rock japonés Sharam Q , liderado por Tsunku , comenzó las audiciones para una vocalista femenina. Estas audiciones se transmitieron a través del programa de telerrealidad Asayan y dieron como resultado que Michiyo Heike fuera coronada como ganadora. Tsunku decidió darles a cinco de los finalistas, Yuko Nakazawa , Natsumi Abe , Kaori Iida , Asuka Fukuda y Aya Ishiguro , llamados " Morning Musume ", la oportunidad de convertirse en un grupo vendiendo 50,000 copias de su sencillo de demostración " Ai no Tane ". " en sólo cinco días. Las chicas vendieron la cantidad requerida de copias en cuatro días y posteriormente se convirtieron en un grupo oficial.
El sencillo debut de Morning Musume, " Morning Coffee ", fue lanzado el 28 de enero de 1998 en el sello One Up Music y se ubicó en el puesto número 6 en la lista semanal de Oricon. La primera aparición oficial del grupo fue un concierto conjunto en agosto de 1998, en el Shibuya Public Hall (ahora Shibuya CC Lemon Hall), bajo el nombre de "Michiyo Heike and Morning Musume" (平家みちよとモーニング娘。 ) , el club de aficionados de los dos . actos se llamó "¡Hola!" Las primeras "unidades" oficiales fueron Tanpopo y Petitmoni , creadas en octubre de 1998. Se llevó a cabo la primera "audición de Michiyo Heike & Morning Musume Imotōbun", lo que resultó en la adición de la "segunda generación" de Morning Musume,, Mari Yaguchi y Kei Yasuda .
En enero de 1999, se realizaron audiciones para Country Musume en "Idol o Sagase!" (アイドルをさがせ! , ¡ Busca un ídolo! ) . En abril de ese año, el club de aficionados oficial de las chicas pasó a llamarse "Hello! Project", un nombre que luego se usó para representar una empresa de grupos de chicas que cambian de miembro . Las audiciones se llevaron a cabo una vez más en Asayan entre abril y julio, lo que resultó en Taiyō to Ciscomoon y Coconuts Musume , y se anunció la formación oficial de Country Musume. En julio, el primer concierto en vivo de Hello! Se llevó a cabo el proyecto "¡Hola! Proyecto '99 en Yokohama Arena ". Las primeras unidades aleatoriasse formaron en marzo de 2000, lanzando el "tema" de Hello! Proyecto como cara B. El primer ¡Hola! Proyecto programa de televisión, " Hello! Morning ", fue creado en abril.

### 2001–2006: Ascenso a la popularidad, Berryz Kobo & Cute
En marzo de 2001, la cofundadora y líder de Morning Musume , Yuko Nakazawa , anunció su graduación del grupo, que tuvo lugar en abril. Posteriormente, Nakazawa fue nombrado líder de la totalidad de Hello! Proyecto. ¡La de Nakazawa fue la primera graduación en la historia de Hello! Project, y obtuvo una considerable atención de los medios como resultado. [ cita requerida ] [ ¿por quién? ]
Entre abril y junio de 2002, audiciones para Hello! Project Kids se llevó a cabo para niñas menores de 12 años.  De 27.958 solicitantes,  se eligieron quince niñas de escuela primaria.  Después de hacer apariciones menores en televisión, cine y música, Hello! Project Kids debutó más tarde como Berryz Kobo y Cute , quienes debutarían en marzo de 2004 y febrero de 2007 respectivamente, y también generaron audiciones derivadas como audiciones para Hello! ¡ Pro huevo y hola! Proyecto Kansai.

### 2007–2010: Expansión en Asia y formación de Smileage
En 2007, ¡Hola! Project intentó expandirse hacia el mercado chino invitando a posibles artistas chinos a audicionar en secreto, lo que finalmente resultó en que Li Chun y Qian Lin se unieran a la lista de Morning Musume.  ¡Hola! Project también estableció una sucursal en el extranjero en Taiwán, titulada ¡Hola! Project Taiwan, y llevó a cabo la "audición Hello! Project New Star" para reclutar miembros.  En septiembre de 2008, el grupo Ice Creamusume se formó bajo un sello afiliado a Taiwán como Hello! El primer grupo extranjero del proyecto. El  dúo Frances & Aiko, más tarde llamado Big Small Sister, también fue anunciado en la misma audición.
En febrero de 2009, ¡Hola! Project también realizó una serie de audiciones en Corea del Sur con la cooperación de Mnet .  Sin embargo, ¡Hola! El proyecto no logró ingresar al mercado chino debido a la piratería y sus artistas chinos no lograron atraer una audiencia.  Ice Creamusume también se desempeñó por debajo de las expectativas.  ¡Hola! Proyecto redujo los planes iniciales para expandirse en el extranjero alrededor de 2010 y reorientó sus intereses en Japón.
El 19 de octubre de 2008, ¡Hola! Project anunció que todo su Elder Club se graduaría el 31 de marzo de 2009.  El 1 de febrero de 2009, en el Yokohama Arena , Hello! Project celebró el concierto más grande de su historia: ¡Hello! Premios PRO '09: Especial de graduación de Elder Club. Durante el concierto, ex Hello! La líder del proyecto, Yuko Nakazawa , pasó su posición de liderazgo a la líder de Morning Musume, Ai Takahashi . 
Más tarde, en 2009, se reactivaron varias de las antiguas unidades inactivas. Tanpopo , Minimoni , Petitmoni , ZYX , ¡Aa! y vu-den regresaron con nuevas formaciones, y High-King regresó de una pausa con sus miembros originales. Estos grupos se convirtieron en una nueva unidad de concierto, "Champloo".
En abril de 2009, Tsunku anunció un nuevo grupo que constaba de cuatro Hello! Miembros de Pro Egg, llamados Smileage , que luego debutaron en un sello importante en mayo de 2010 con el sencillo " Yume Miru 15 ".

### 2011-2014: Cambios en la formación y la producción
El 28 de enero de 2011, Dream Morning Musume se formó con miembros anteriores de Morning Musume. El 30 de septiembre de 2011, Ai Takahashi se graduó y entregó su puesto como líder de Morning Musume y Hello! Project over a su compañera Risa Niigaki , quien también se graduó el 18 de mayo de 2012. Sayumi Michishige fue nombrada más tarde la nueva líder del grupo.
Durante el último concierto del Winter 2013 Hello! Concierto del proyecto, Juice=Juice , una nueva unidad compuesta por Hello! Se anunciaron los miembros de Pro Kenshusei ,  Presentaron una vista previa de su canción debut en la serie de conciertos Hello Project celebrada el 2 y 3 de marzo. 
El 26 de noviembre de 2014, Sayumi Michishige se graduó y entregó su puesto como Hello! Líder del proyecto para Maimi Yajima de C-ute .
Tsunku reveló en sus memorias de 2015, Dakara, Ikiru que renunció como Hello! gerente general de Project en algún momento después del concierto de Morning Musume en Nueva York en 2014; sin embargo, aún permanece involucrado con Morning Musume como su productor de sonido. 

### 2015–Presente: era posterior a Tsunku
El 2 de enero de 2015, durante el Hello! Concierto de invierno de Project 2015, se anunció un nuevo grupo formado por miembros de Hello Pro Kenshusei  y se llamó Magnolia Factory . El 29 de abril de 2015, también se formó el grupo hermano de Magnolia Factory, Camellia Factory .Cuando el grupo Morning Musume, que lanzó el vocalista del grupo Sharan Q llamado Tsunku a finales de la década de los noventa, alcanzó la fama, este se dio a la tarea de descubrir y promocionar nuevos talentos juveniles, los cuales no precisamente quedaran englobados en el grupo Morning Musume . Así es como nace el Hello! Project.
Agrupados como una gran familia musical quedaron todos estos nuevos talentos, los cuales fueron incrementándose con el paso del tiempo dando lugar a grupos como: Country Musume, Coconuts Musume y Melon Kinenbi. A la vez se dieron a conocer nuevas propuestas de cantantes solistas como Aya Matsuura.
Actualmente han sido lanzados varios grupos y solistas desde este conglomerado musical y cabe hacer mención que exintegrantes de Morning Musume como Maki Goto, Yuko Nakazawa, Natsumi Abe o Kaori Iida han comenzado o hecho ya su carrera como solistas englobadas dentro de este conglomerado.
Las grabaciones del Hello! Project son lanzadas bajo los sellos Zetima, Hachama y PICCOLO TOWN.
El 1 de febrero de 2009, en Yokohama Arena, tuvo lugar el concierto más grande en la historia de Hello! Project: "Hello Pro Award '09 ~Elder Club Sotsugyō Kinen Special~". Contó con 21 grupos y 72 miembros de Hello! Project, incluyendo entre ellas a Nozomi Tsuji, la cual llevaba inactiva desde su boda con Taiyo Sugiura en junio de 2007 y su maternidad en noviembre del mismo año, haciendo que este concierto fuera su primer evento oficial desde entonces.
Este concierto fue especial, ya que por primera vez en la historia de Hello! Project se graduaba en su totalidad una de las Units creadas para conciertos: el Elder Club.
Durante el concierto, Yūko Nakazawa, primera líder de Morning Musume y la que era entonces líder de Hello! Project, pasó el liderazgo a la exlíder de Morning Musume, Ai Takahashi.
La líder de Morning Musume , Sayumi Michishige paso a tomar este cargo después de la graduación de la exlíder de Morning Musume y Hello! Project, Risa Niigaki el 18 de mayo de 2012 en el Nippon Budokan junto con Aika Mitsui.
En 2014, con la graduación de Sayumi Michishige, se proclama líder de Hello! Project a Maimi Yajima del grupo °C-ute .
En 2016, con la disolución de ℃-ute (Lo que significaba la graduación de Maimi Yajima) se pasó el liderazgo a Ayaka Wada , perteneciente al grupo Angerme, que comenzó sus funciones como líder del conglomerado a partir del año siguiente, 2017.
En 2019, se proclama Mizuki Fukumura, líder de Morning Musume, como la séptima líder de Hello! Project tras la graduación de Ayaka Wada.

## Líderes
- Yūko Nakazawa (2001-2009)
- Ai Takahashi (2009-2011)
- Risa Niigaki (2011-2012)
- Sayumi Michishige (2012-2014)
- Maimi Yajima (2014-2016)
- Ayaka Wada (2017-2019)
- Mizuki Fukumura (2019-2023)

## Líderes no oficiales según permanencia en la agencia
- Erina Ikuta (2023-2025)
- Sakura Oda (2025-2026)
- Maria Makino (2026-

## Sublíderes
- Kei Yasuda (2003-2009)
- Mizuki Fukumura (2017-2019)

## Grupos Actuales

### Hello! Project
- Morning Musume
  - Sakura Oda (septiembre de 2012; sub-líder, se gradúa en 2026)
  - Miki Nonaka (septiembre de 2014; líder)
  - Maria Makino (septiembre de 2014; sub-líder)
  - Akane Haga (septiembre de 2014; se gradúa a finales de 2025)
  - Reina Yokoyama (diciembre de 2016; se gradúa a finales de 2025)
  - Rio Kitagawa (junio de 2019, en hiatus)
  - Homare Okamura (junio de 2019)
  - Mei Yamazaki (junio de 2019)
  - Rio Sakurai (junio de 2022)
  - Haruka Inoue (mayo de 2023)
  - Ako Yumigeta (mayo de 2023)
- ANGERME (anteriormente llamado S/mileage)
  - Layla Ise (noviembre de 2018; líder)
  - Rin Hashisako (julio de 2019)
  - Rin Kawana (noviembre de 2020)
  - Shion Tamenaga (noviembre de 2020; sub-líder)
  - Wakana Matsumoto (noviembre de 2020)
  - Yuki Hirayama (diciembre de 2021)
  - Yukiho Shimoitani (mayo de 2023)
  - Hana Goto (mayo de 2023)
  - Momoha Nagano (agosto de 2025)
- Juice=Juice
  - Ruru Dambara (junio de 2017; líder)
  - Rei Inoue (abril de 2020; sub-líder, exmiembro de Kobushi Factory, y transferida tras su disolución)
  - Yume Kudo (junio de 2019)
  - Riai Matsunaga (junio de 2019)
  - Ichika Arisawa (julio de 2021)
  - Risa Irie (julio de 2021, en hiatus)
  - Kisaki Ebata (julio de 2021)
  - Sakura Ishiyama (junio de 2022)
  - Akari Endo (junio de 2022)
  - Mifu Kawashima (mayo de 2023)
  - Niina Hayashi (junio de 2025)
- Tsubaki Factory
  - Ami Tanimoto (abril de 2015; líder)
  - Mizuho Ono (agosto de 2016; sub-líder)
  - Saori Onoda (agosto de 2016)
  - Mao Akiyama (agosto de 2016)
  - Yuumi Kasai (julio de 2021)
  - Marine Fukuda (julio de 2021)
  - Runo Yofu (julio de 2021)
  - Mihane Ishii (febrero de 2024)
  - Yuu Murata (febrero de 2024)
  - Fuka Doi (febrero de 2024)
  - Itsuki Nishimura (agosto de 2025)
- BEYOOOOONDS
  - CHICA#TETSU:
    - Shiori Nishida (junio de 2018)
    - Saya Eguchi (junio de 2018)

  - Ame no Mori Kawa Umi:
    - Kurumi Takase (mayo de 2017; líder)
    - Kokoro Maeda (junio de 2018)
    - Minami Okamura (junio de 2018)
    - Momohime Kiyono (mayo de 2017)

  - SeasoningS:
    - Miyo Hirai (diciembre de 2018; líder)
    - Honoka Kobayashi (diciembre de 2018)
    - Utano Satoyoshi (diciembre de 2018)

- OCHA NORMA
  - Madoka Saito (diciembre de 2021; líder)
  - Ruli Hiromoto (diciembre de 2021; sub-líder)
  - Kirara Yonemura (diciembre de 2021)
  - Nanami Kubota (diciembre de 2021)
  - Natsume Nakayama (diciembre de 2021)
  - Miku Nishizaki (diciembre de 2021)
  - Momo Kitahara (diciembre de 2021)
  - Roco Tsutsui (diciembre de 2021)

- Rosy Chronicle
  - Honoka Hashida (junio de 2024; líder)
  - Hinoha Yoshida (junio de 2024)
  - Karin Onoda (junio de 2024)
  - Ayana Murakoshi (junio de 2024)
  - Hasumi Uemura (junio de 2024)
  - Yulia Matsubara (junio de 2024)
  - Hana Shimakawa (junio de 2024)
  - Rena Kamimura (junio de 2024)
  - Yume Soma (junio de 2024)

- Hello! Pro Kenshuusei (ハロプロ研修生?)
  - Yurika Asano (febrero de 2024)
  - Chihiro Miyakoshi (febrero de 2024)
  - Mano Otsuno (febrero de 2024)
  - Hikari Yoshida (febrero de 2024)
  - Meisa Sugihara (febrero de 2024)
  - Rua Hattori (febrero de 2024)
  - Aoi Sakamoto (febrero de 2025)
  - Moa Suzuki (febrero de 2025)
  - Hanano Ishikawa (febrero de 2025)
  - Karin Nemoto (febrero de 2025)
  - Riho Miyazaki (febrero de 2025)
  - Airi Ohno (febrero de 2025)
  - Aika Higuchi (febrero de 2025)
  - Sara Someya (febrero de 2025)
  - Yuna Aoki (mayo de 2025)

- Hello! Pro Kenshuusei Hokkaido (sin aprendices actualmente)

## Colores de los Miembros
| Color                          | Miembro                                                                                                   |
| ------------------------------ | --- |
| Rojo Puro / Rojo Italiano      | Ako Yumigeta, Rin Hashisako, Mifu Kawashima, Kirara Yonemura y Hinoha Yoshida.                            |
| Rojo claro                     | Mao Akiyama.                                                                                              |
| Naranja                        | Layla Ise, Ruru Dambara, Momohime Kiyono y Hasumi Uemura.                                                 |
| Mostaza                        | Runo Yofu                                                                                                 |
| Amarillo / Margarita           | Homare Okamura, Kisaki Ebata, Saya Eguchi, Ruli Hiromoto, Rena Kamimura, Itsuki Nishimura y Momoha Nagano |
| Amarillo verdoso / Verde claro | Yuki Hirayama y Momo Kitahara.                                                                            |
| Verde / Verde brillante        | Mei Yamazaki, Rin Kawana, Fuka Doi, Honoka Kobayashi, Hana Shimakawa y Niina Hayashi.                     |
| Verde esmeralda / Verde menta  | Haruka Inoue, Moe Kamikokuryo, Akari Endo, Mizuho Ono y Kurumi Takase.                                    |
| Azul marino / Azul claro       | Rio Kitagawa, Hana Goto, Ichika Arisawa, Kokoro Maeda, Madoka Saito y Yulia Matsubara.                    |
| Azul / Azul real               | Riai Matsunaga, Marine Fukuda, Utano Satoyoshi, Roco Tsutsui y Yume Soma.                                 |
| Morado                         | Miki Nonaka, Sakura Ishiyama, Yuumi Kasai, Miyo Hirai y Miku Nishizaki.                                   |
| Lavanda / Morado claro         | Risa Irie, Ami Tanimoto, Rika Shimakura y Ayana Murakoshi.                                                |
| Turquesa                       | Yukiho Shimoitani y Shiori Nishida.                                                                       |
| Rosa                           | Maria Makino, Shion Tamenaga, Yume Kudo, Minami Okamura, Nanami Kubota y Karin Onoda.                     |
| Melocotón / Rosa claro         | Saori Onoda y Yuu Murata.                                                                                 |
| Blanco                         | Wakana Matsumoto, Rei Inoue, Mihane Ishii, Natsume Nakayama y Honoka Hashida.                             |
| Castaño                        | Rio Sakurai.                                                                                              |

## Hello! Project y el fútbol
Con el auge del fútbol en Japón acrecentado por la pasada copa mundial FIFA Corea-Japón 2002 se creó una liga femenina de fútsal, o fútbol de exhibición bajo techo, en la cual el Hello! Project tiene su equipo representativo llamado Gatas Brilhantes H.P, dirigido por Tsuyoshi Kitazawa. La lista de miembros hasta el hiatus fueron :

### Miembros en el momento del hiatus indefinido (2015)
| N.º | Name             | Afiliacion                           | Posición          | Año de unión | Notas               |
| --- | ---------------- | ------------------------------------ | ----------------- | ------------ | ------------------- |
| 1   | Nozomi Tsuji     | M-line Club (Licencia de maternidad) | Portera           | 2003         |                     |
| 6   | Miki Fujimoto    | M-line Club (Licencia de maternidad) | Pivote            | 2004         | Sub-Capitana        |
| 7   | Miki Koregana    |                                      | Exterior          | 2004         |                     |
| 9   | Rika Ishikawa    | M-line Club                          | Exterior          | 2003         |                     |
| 10  | Hitomi Yoshizawa | M-line Club                          | Exterior          | 2003         | Capitana            |
| 17  | Maimi Yajima     | ℃-ute                                | Exterior          | 2007         |                     |
| 18  | Risa Ono         |                                      | Jugadora de Campo | 2012         |                     |
| 20  | Konatsu Furukawa | Up Up Girls (Kakko Kari)             | Jugadora de Campo | 2012         |                     |
| 21  | Ayano Sato       | Up Up Girls (Kakko Kari)             | Jugadora de Campo | 2012         |                     |
| 24  | Akari Saho       | Up Up Girls (Kakko Kari)             | Jugadora de Campo | 2012         |                     |
| 26  | Chisato Okai     | ℃-ute                                | Exterior          | 2007         |                     |
| 28  | Minami Sengoku   | Up Up Girls (Kakko Kari)             | Exterior          | 2007         | Jugadora de reserva |
| 31  | Saki Mori        | Up Up Girls (Kakko Kari)             | Jugadora de Campo | 2012         |                     |
| 32  | Saki Nagai       |                                      | Exterior          | 2007         | Jugadora de reserva |
| 33  | Kanae Sugawara   | Pivote                               |                   | 2007         | Jugadora de reserva |
| 34  | Megumi Yaguchi   | Portera                              | 2009              |              |                     |

## Wotagei
Los fanes del Hello! Project (wotas) durante los conciertos han comenzado a realizar una práctica que se le ha denominimado wotagei -se pronuncia otagei-. Con pasos específicos, los fanes interpretan una serie de movimientos sincronizados, gritos y aplausos con los cuales dan un mayor colorido y vistosidad a las presentaciones en concierto. Sin embargo, debido a que esta actividad representa una gran sincronización, organizaciones de wotas se reúnen en parques y sitios públicos a practicar sus rutinas.

## Juegos
Actualmente hay dos juegos de H!P StepMania (conocido como StepMania feat. Hello! Project) & UltraStar, el juego de StepMania trata de la alfombra de baile con las flechas con las canciones de H!P (al estilo DDR), y el UltraStar son las canciones de H!P para singstar.
También está el juego de lucha llamado "Hello! Project Battle Festival" donde las combatientes son las chicas de Hello! Project. Sacado en 2016. Actualmente hay una app de Hello! Project nombrado "H!P Mobile"